# Cyclodomorphus maxima
Cyclodomorphus maxima là một loài thằn lằn trong họ Scincidae. Loài này được Storr mô tả khoa học đầu tiên năm 1976.